# Idaea carellia
Idaea carellia là một loài bướm đêm trong họ Geometridae.